# Toaru Hikuushi e no Koiuta
Toaru Hikuushi e no Koiuta (яп. とある飛空士への恋歌, укр. Пісня кохання одному пілоту) — серія ранобе автора Короку Інумури. Сюжет розгортається у тому ж вигаданому всесвіті, що й у більш ранньому ранобе Інімури Принцеса та пілот. П'ять томів опубліковані з 2009 по 2011 видавництвом Shogakukan під лейблом Gagaga Bunko. Аніме-серіал створений студією TMS Entertainment і транслювався з 6 січня по 31 березня 2014. Манґа-адаптація триває у журналі Shōnen Sunday Super 3 25 лютого 2014.

## Сюжет
Під час кривавої революції в Балстероській імперії наслідного принца Карла пощадили через малолітство. Його усиновив один з простих людей, і тепер 15-річний Кал-Ель Альбус разом зі зведеною сестрою Аріель — курсанти льотної академії Кадокес. Хлопець полюбив прийомну сім'ю і зовні змирився з долею, але глибоко в душі затаїв ненависть до Ніни Віенто, юної чарівниці вітру, яка привела революцію до успіху, його коронованих батьків — до загибелі. Кал-Ель тепер не принц, не аристократ, а звичайний кадет, до однієї з правительок країни його і близько не підпустять. Тому екс-принц спочатку вирішив стати хорошим пілотом.
Раніше людям були відомі три континенти, оточених нескінченним морем. За легендами, також повинен існувати святий фонтан, з якого іноді з'являються літаючі острови, що подорожують до краю неба. Пізніше виявлені і фонтан, і літаючий острів Ісла. Оскільки існують вони гіпотетично існує і край неба. Щоб знайти це легендарне місце, споряджається експедиція, що переміщається на острові Ісла.
Кал-Ель старанно вчився і потрапив в число щасливчиків, які вирушили під лідерством Віенто в міжнародну експедицію на величезному летучому острові. У перший же день в блуканнях по новій землі Кал-Ель зустрів симпатичну Клер Круз, начебто таку ж курсантку, але настільки високорідну, що в її будинок простолюдинам ходу немає. Ось тут і починаються справжні пригоди, де зустрінуться важке минуле з сьогоденням і постане питання, що важливіше, кохання чи ненависть.

## Персонажі

### Головні
- Кал-Ель Альбус (яп. カルエル・アルバス) / Карл ла Гір (яп. カール・ラ・イール)

Центральний чоловічий персонаж. Колишній наслідний принц Карл Ла Гір імперії Балстерос, яка була зруйнована під час Вітряної революції.
У дитинстві Карл жив багато і заможно в Олександрії. Він рідко бачив своїх батьків і мало проводив з ними часу, але був близький зі своєю матір'ю. Калель був молодим, коли розпочалася Вітряна революція, вся імперія впала за день за допомогою столичного корабля Ель Аквіли, прикордонного князя Амеріано і жриці Святої Альдісти, Ніни Вієнто. Імператорську сім'ю змусили схилитися навколішки перед Ніною. Батько Карла страчений на гільйотині, що закінчило правління Ла Гірів. Його мати помістили у в'язницю та пізніше вивезли у невідомому напрямку. У в'язниці, бачачи літак, що летить по небу, хлопець зміцнився у своїх прагненнях бути льотчиком, тоді ж він присягнувся помститися Ніні Вієнто.
Увійшов до складу повітряного дивізіону Кадокес разом з Аріель. Закохався в Клер Круз з першого погляду. Після виявлення справжньої суті Клер він замикається у собі через протиріччя зі своїми почуттями. Проте пізніше відпускає свою ненависть, усвідомлює, що їхні почуття сильніші важкого минулого і очолює експедицію по звільненню Клер Круз.
- Клер Круз (яп. クレア・クルス) / Ніна Вієнто (яп. ニナ・ヴィエント)

Центральний жіночий персонаж. Формально далекий родич Луїзи де Аларкон, аристократка і партнер Кал-Еля Альбуса по літній школі.
Інша її справжня ідентичність — Ніна Вієнто. Насправді вона народилася в бідній сім'ї, дев'ять років зростала, як звичайна дівчинка в невеликому селі, де була засуджена, як єретик, через свої дивні здібності. Також має темне минуле, під час активації її сили вбили майже всіх односельчан. Оскільки дівчина, яка може контролювати вітер з дитинства і була названа відьмою людьми навколо неї, може бути потужною зброєю, вона приєдналася до Вітряної революції в ролі Ніни Вієнто, допомогла перемогти ворожі сили імперії Балстерос, проте скоро позбулася здібностей. Попросила приховати свою особистість і як Клер Круз приєдналася до повітряного дивізіону Кадокус, де літала в ролі партнера Кал-Ела. Закохалася в нього з першого погляду, але знаходилася в протиріччях зі своїми почуттями, розуміючи, що Кал-Ел Альбус і є Карл ла Гір.
Під час фінальної битви з кланом неба відновила свої сили. В рамках договору вона береться до Святого джерела з метою виконання їх пророцтва. Як Ніна Вієнто, дівчина є губернатором Ісли, насправді ж вона — просто маріонетка ради з чотирьох чоловік.
- Аріель Альбус (яп. アリエル・アルバス)

Один із центральних жіночих персонажів, зведена сестра Кал-Ела в його прийомній сім'ї. Вона молодша Кал-Ела на один день, через це вони часто сперечаються, хто з них старший, часто називає його своїм молодшим братом. Через травму, отриману під час зіткнення з кланом неба, вона виходить зі складу льотної школи і вирішує стати механіком. Має романтичні почуття до Кал-Еля, одна з небагатьох, хто знає його справжню особистість.
- Ігнаціо Аксіс (яп. イグナシオ・アクシス)

Один із центральних чоловічих персонажів, дитина наложниці колишнього короля Грегоріо ла Гіра, брат Кал-Ела по батьківській лінії. Перед Вітряною революцією дисиденти вигнали його матір з палацу, яка померла через місяць після вигнання. У зв'язку з цим Ігнасіо присягнувся помститися королівській сім'ї. Він стає літаючим партнером Аріель в льотній школі за замовчуванням. Часто є холодним і байдужим, Аріель називає його цундере. Один з членів королівської гвардії Ніни Вієнто.

### Другорядні
- Норіакі Кавасібара (яп. ノリアキ・カシワバラ)

Партнер-пілот Нанако. Енергійна персона, з того ж міста, що й вона, має почуття до дівчини.
- Бенджамін Шеріф (яп. ベンジャミン・シェリフ)

Його прізвисько — Бенджі. Спокійна і врівноважена людина. Його партнер — друг дитинства, Шарон, до якої має романтичні почуття. Його права рука була втрачена в битві в епізоді 11.
- Міцуо Фукухара (яп. ミツオ・フクハラ)

Товстун й інтелігентний пілот. Його партнер — Чіхару, в яку він закоханий. Загинув у бою в епізоді 7.
- Чіхару де Луція (яп. チハル・デ・ルシア)

Партнер Міцуо, часто кличе його Мітя. Після смерті Міцуо сильно сумувала, звинувачуючи себе у тому, що сталося. Особисто доставила медаль Міцуо його батькам після закінчення школи.
- Шерон Моркоз (яп. シャロン・モルコス)

Партнер Бенджаміна, добра і ніжна дівчина. Подруга дитинства Бенджаміна, до якого вона також розвиває романтичні почуття.
- Нанако Ханасакі (яп. ナナコ・ハナサキ)

Партнер Норіакі. Весела дівчина, яка завжди посміхається. З того ж міста, як і Норіакі, до якого вона має почуття.
- Вольфганг Баумен (яп. ウォルフガング・バウマン)

Високий і добрий хлопець. Хоча він виглядає, як дорослий, насправді він такого ж віку, як і його однокласники. Хоче стати пілотом, щоб заробити більше грошей для своєї родини, бо родом з бідної багатодітної сім'ї. Його партнер — Марко. Загинув у бою в епізоді 8.
- Марко Сантос (マルコ・サントス)

Партнер Вольфганга. Пораненений у бою в епізоді 8.
- Фаусто Фідель Мельц (ファウスト・フィデル・メルセ)

Колишній син Леопольда Мельца, аристократ. Через його особливий статус, дуже самовпевнений. Загинув у бою в епізоді 8.

## Медіа

### Ранобе
Toaru Hikūshi e no Koiuta розпочався як серія ранобе автора Короку Інумури й ілюстратора Харуюкі Морісави. Нараховує п'ять томів, опібліковані з 18 лютого 2009 по 18 січня 2011 під лейблом Gagaga Bunko.
| № | Дата виходу    | ISBN                   |
| - | -------------- | ---------------------- |
| 1 | 18 лютого 2009 | ISBN 978-4-09-451121-5 |
| 2 | 17 липня 2009  | ISBN 978-4-09-451149-9 |
| 3 | 18 грудня 2009 | ISBN 978-4-09-451177-2 |
| 4 | 18 серпня 2010 | ISBN 978-4-09-451226-7 |
| 5 | 18 січня 2011  | ISBN 978-4-09-451248-9 |

### Аніме
Трансляція аніме-адаптації студії TMS Entertainment тривала з 6 січня по 31 березня 2013 на Tokyo MX, SUN, AT-X і BS Nittele та Crunchyroll англійською. Режисер — Тосімаса Судзукі, сценарист — Сінічі Іноцуме, дизайнер персонажів — Хірокі Харада. Опенінг «azurite» виконують Аой Юкі і Аяна Такетацу, ендінг «Kaze ga Shitteru» — Акай Коен.